# Livet paa Hegnsgaard
Livet paa Hegnsgaard er en dansk fílm fra 1938. En hjemstavnshistorie fra år 1900.
- Manuskript Svend Rindom og Fleming Lynge, frit efter skuespil af Jeppe Aakjær.
- Instruktion Arne Weel.
- Musik Emil Reesen.

Blandt de medvirkende kan nævnes:
- Holger Reenberg
- Karin Nellemose
- Carl Heger
- Axel Frische
- Sigrid Neiiendam
- Carlo Wieth
- Petrine Sonne
- Jakob Nielsen
- Karen Marie Løwert
- Kai Holm